# Juan de Cartagena
 (septembre 2018).
Si vous disposez d'ouvrages ou d'articles de référence ou si vous connaissez des sites web de qualité traitant du thème abordé ici, merci de compléter l'article en donnant les références utiles à sa vérifiabilité et en les liant à la section « Notes et références ».
Juan de Cartagena est un marin et explorateur espagnol de la fin du XVe siècle et du début du XVIe siècle, à l'époque des Grandes découvertes. Il prit part au voyage de circumnavigation de Magellan, en tant que capitaine du vaisseau San Antonio et intendant général de la flottille. En 1520, avec deux autres capitaines (Luis de Mendoza et Gaspar de Quesada) il prit la tête d'une mutinerie contre Magellan lors d'une relâche près de la côte de Patagonie ; la mutinerie finit par être matée et les meneurs furent châtiés. Juan de Cartagena et le prêtre Pedro Sánchez de la Reina furent abandonnés sur le rivage de Patagonie avec une épée et un peu de pain et l'on ne sut jamais quel fut ensuite leur sort.  

## Biographie

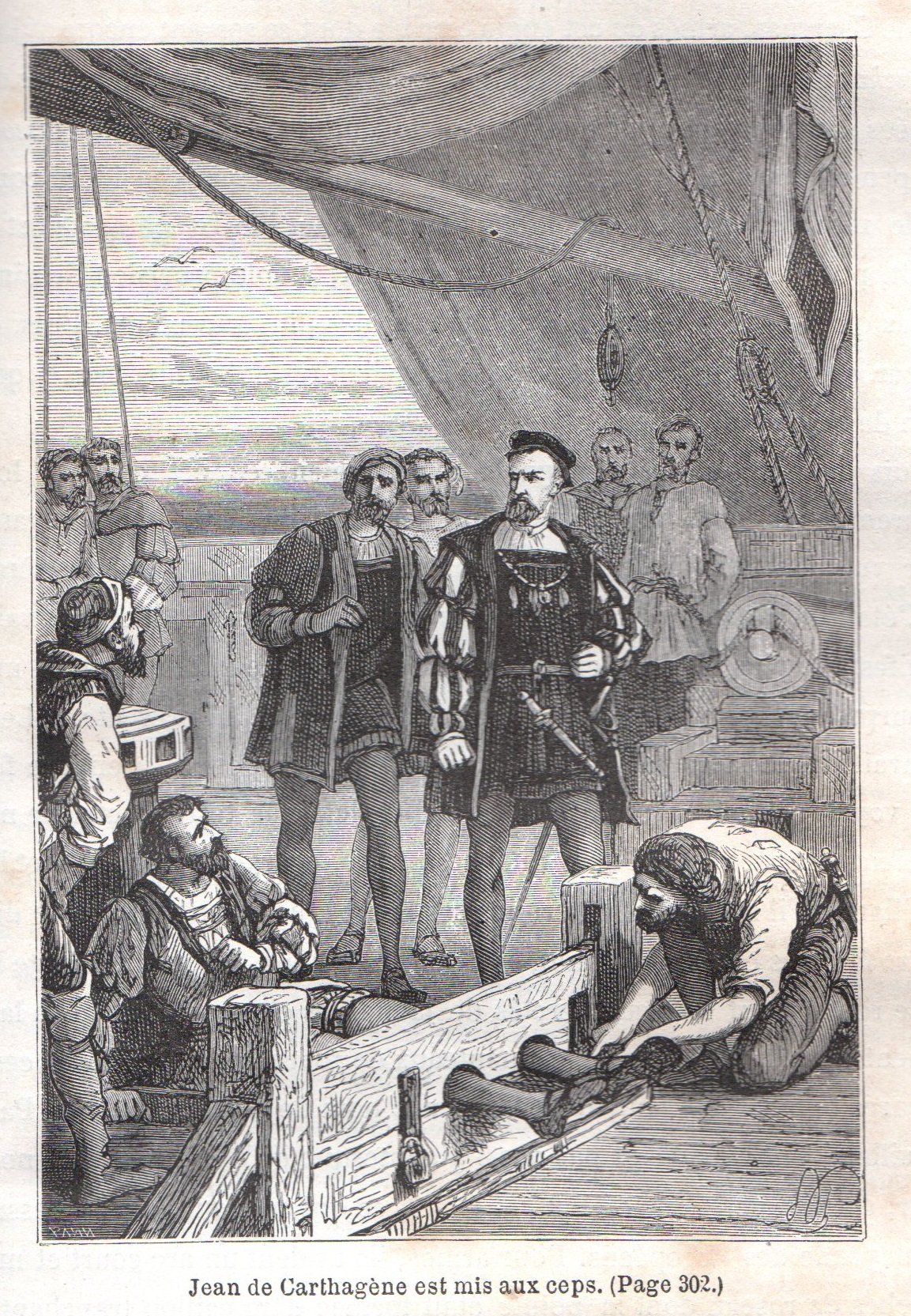
Gravure extraite du livre "Les premiers explorateurs" de Jules Verne : Juan de Cartagena est mis aux ceps

On sait peu de choses de lui avant qu'il rejoigne l'expédition de Magellan. C'était un neveu ou, selon les rumeurs de l'époque, un possible fils illégitime de l'archevêque Juan Rodríguez de Fonseca, qui présidait le Conseil des Indes.
Le 30 mars 1519, il est nommé par la reine de Castille Jeanne la Folle et son fils Charles, Veedor (c'est-à-dire superviseur) général et capitaine du troisième navire de « l'Armada pour la découverte des épices » (Armada para el descubrimiento de la especería) sous le commandement du portugais Fernand de Magellan associé à Rui Faleiro, dans le but de trouver une voie « vers les épices dans les limites et la zone d'exclusivité espagnole ». Ces limites avaient été convenues avec le Portugal par le traité de Tordesillas en 1494, fixant une ligne de démarcation qui divisait le monde. entre les deux couronnes.
En juillet, Juan de Cartagena arrive à Séville avec le marchand et financier Cristóbal de Haro et le trésorier de la flotte. Les nouveaux venus entrent en opposition à Magellan dans l'organisation de l'expédition, obtenant le droit de payer tous les salaires des participants, à l'exception des Portugais.
Le 26 juillet, le roi ordonne à Rui Faleiro, pour des raisons de santé, de ne pas faire partie de l'expédition et de rester jusqu'à un autre voyage. Magellan demande que Faleiro soit remplacé par Juan de Cartagena en tant qu'adjoint. Juan de Cartagena est nommé capitaine du San Antonio, le navire le plus important au départ de Sanlúcar de Barrameda. Cartagena est réticent à considérer Magellan comme le seul maître de l'expédition, les deux hommes ne tarderont pas à entrer en conflit.
Aux îles Canaries, Juan de Cartagena, avec d'autres officiers, rappelle à Magellan qu'il doit le consulter sur tout ce qui a trait au voyage, en tant que "personne conjointe" et avec les autres officiers, conformément aux instructions du roi. Cette intervention provoque une controverse avec Magellan, qui n'est pas d'accord. Cartagena lui demande de préciser l'endroit où ils doivent se rendre : Magellan finit par lui indiquer. Plus tard, au large de la Guinée, Magellan modifie la direction qu'il avait indiquée et Cartagena lui demande alors, d'un navire à l'autre, la raison du changement de cap. Magellan répond qu'il sait ce qu'il fait, que d'ailleurs il n'a pas à lui rendre de comptes, et qu'il doit le suivre. Peu de temps après, à la suite d'une tempête lors de laquelle Cartagena critique Magellan, celui ci le fait enfermer sur le Victoria pour l'ensemble du voyage vers l'Amérique du Sud.